# Un'altra storia (Zucchero Fornaciari)
Un'altra storia è un brano musicale di Zucchero Fornaciari, pubblicato il 13 ottobre 2017 dalla Universal Music Group come primo singolo estratto dalla raccolta Wanted (The Best Collection). Il brano ha dato il nome al Wanted - Un'altra storia Tour.

## Il brano

### Copertina
La copertina del brano mostra un giovanissimo Zucchero con i capelli lunghi. Il ritratto, utilizzato per la prima volta come retro del libro autobiografico Il suono della domenica - Il romanzo della mia vita, è in contrasto con quello della raccolta dalla quale la canzone proviene.

### Composizione e temi
Il formato è quello tipico della ballata in adagio e presenta un finale sfumato. La melodia, piuttosto convenzionale, ricalca il solco di alcuni brani già noti del bluesman emiliano, discostandosi temporaneamente dalle sonorità blues rock di Black Cat, ed è stata composta insieme al vecchio amico e collega Robyx, con il quale Zucchero collabora dagli anni '70. Strutturalmente tripartito, l'arrangiamento del brano, realizzato da Zucchero insieme a Max marcolini, è affidato all'elettronica nella prima parte, la quale inizia con una voce campionata, per poi rafforzare la base musicale in quella centrale in un climax ascendente verso l'ultima parte, l'unica dove compare la batteria acustica, e in cui l'uso degli archi diventa centrale. Si fa ampio uso del sintetizzatore, al quale viene affidata la melodia portante del ritornello, dove alla chitarra è riservato solo un ruolo d'accompagnamento. Per la composizione, realizzata tra il 2016 e il 2017, Zucchero ha ripercorso il periodo di Senza una donna, ricercando un arrangiamento semplice basato sull'uso della tastiera.
Il tema della canzone è un amore passato conclusosi con un addio tormentato da parte dell'uomo che, sacrificando i propri sentimenti, decide di andare via per lasciar libera di essere felice la donna che ama. Il riferimento è alla storia tra Zucchero e la sua ex moglie. Nel ritornello il cantante mutua le espressioni "I love you more than I need you" e "I need you more than I want you" abbastanza diffuse in altre canzoni di musica leggera o in letteratura. Zucchero, inoltre, compie alcune citazioni da sue canzoni del passato, Puro amore e Back 2 You su tutte. Quest'ultimo fatto, la presenza di Robyx e le influenze compositive più vicine ad album come Shake fanno sì che il brano possa essere ricondotto ad una fase creativa del passato, nonostante la più recente incisione.

## Video musicale
Il videoclip, diretto dai registi Fabrizio Conte e Tommaso Cardile, è ambientato nel quartiere Harlem di New York, e vede la presenza costante del volto di Zucchero manifestarsi in una televisione a tubo catodico, nelle locandine pubblicitarie o tra le pagine di un giornale, come a perseguitare l'affascinante protagonista, la modella Chelsea Ciara.

## Tracce
1. Un'altra storia – 4:28 (testo: Zucchero – musica: Zucchero, Robyx)

## Classifiche

### Classifiche settimanali
| Classifica (2017)         | Posizione massima |
| ------------------------- | ----------------- |
| Italia (airplay)          | 25                |
| Italia (airplay TV)       | 3                 |
| Italia (airplay italiano) | 11                |

### Classifiche di fine anno
| Classifica (2017)         | Posizione |
| ------------------------- | --------- |
| Italia (airplay italiana) | 62        |
| Italia (airplay TV)       | 66        |